# Corinto (El Salvador)
Corinto, del (griego Κόρινθος, Kórinthos) es un distrito salvadoreño en el municipio de Morazán Norte, departamento de Morazán, El Salvador. De acuerdo al censo oficial de 2024, tiene una población de 14.847 habitantes

## Historia
El Valle de La Cueva estaba antiguamente bajo la jurisdicción de Cacaopera.
En el 15 de febrero de 1882, la Cámara de Diputados decretó que se erija en Pueblo el Valle de La Cueva con el nombre de Corinto, teniendo por jurisdicción el área comprendida dentro de la hacienda del mismo nombre, también facultó al Gobernador del Departamento de Gotera para que designe el lugar o localidad donde debía situarse el pueblo. El decreto fue aprobado por la Cámara de Senadores en el 27 de febrero y ejecutado por el presidente Rafael Zaldívar el mismo día. Fue publicado en el Diario Oficial en el 2 de marzo.
En 1890 formó parte del distrito de Osicala y en 1933 obtuvo el título de Villa.

## Información general
El distrito tiene una extensión de 94,99 km² y la cabecera una altitud de 820 m s. n. m. La principal atracción del lugar es la Cueva del Espíritu Santo que contiene pinturas rupestres. Además, forma parte de la denominada «Ruta de Paz», recorrido turístico en el departamento. Las fiestas patronales se celebran del 21 al 29 de junio en honor a San Pablo Apóstol.

## Enlaces externos

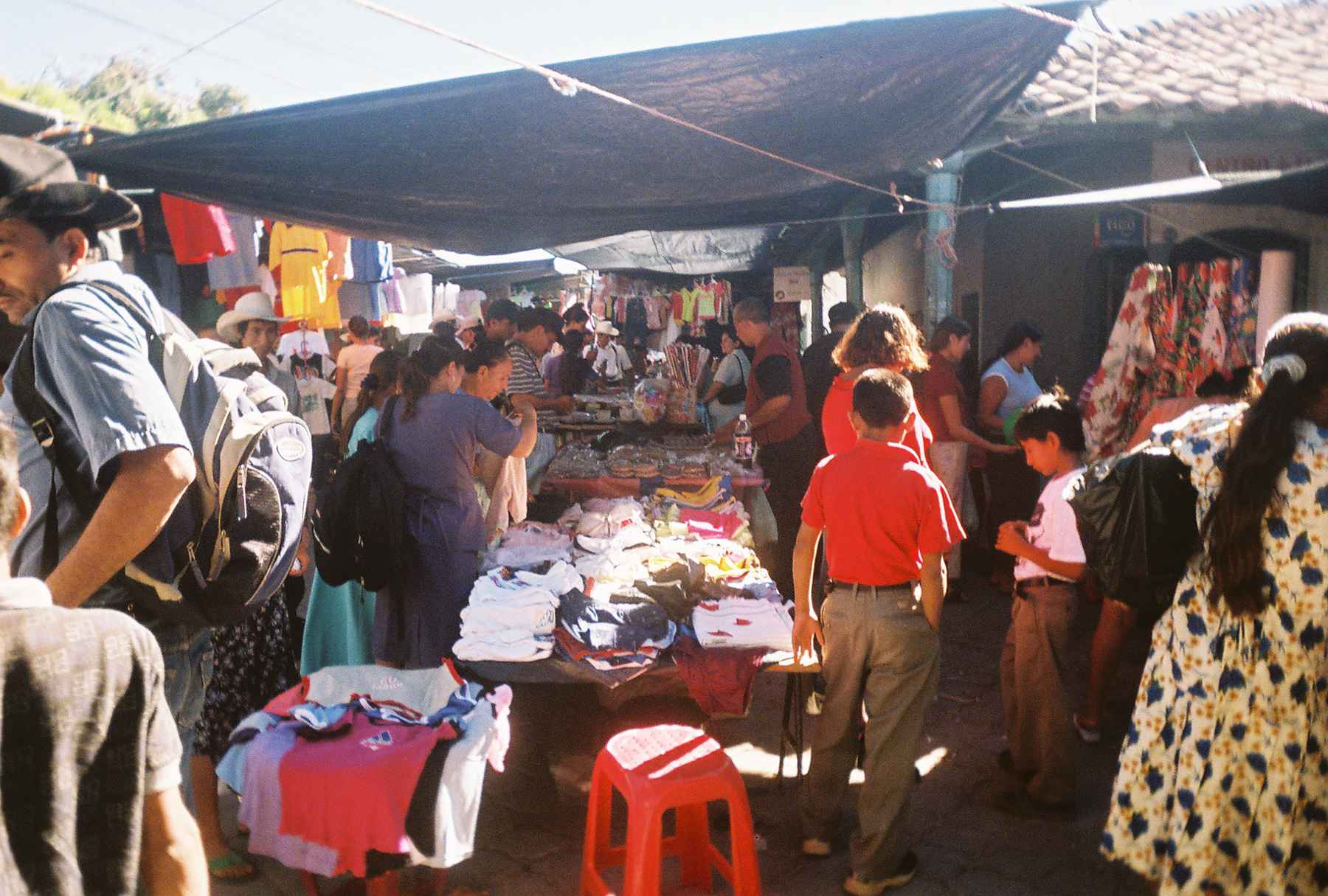